# Sinmak
Sinmak är en ort i Nordkorea.   Den ligger i provinsen Norra Hwanghae, i den södra delen av landet, 80 km sydost om huvudstaden Pyongyang. Sinmak ligger 110 meter över havet och antalet invånare är 18 669.
Terrängen runt Sinmak är kuperad åt nordost, men åt sydväst är den platt. Runt Sinmak är det tätbefolkat, med 266 invånare per kvadratkilometer. Det finns inga andra samhällen i närheten. Trakten runt Sinmak består till största delen av jordbruksmark.